# 鄧輝𤏸
鄧輝𤏸（越南语：／；1825年5月16日—1874年8月7日），字黃中（越南语：／），號醒齋（越南语：／），又號望津（越南语：／），越南阮朝官员。

## 生平
鄧輝𤏸是承天府廣田縣賀郎總博望社（今屬承天順化省香茶市社香春坊）人，文明殿大學士鄧文添之侄。紹治三年（1843年），參加承天場鄉試，考中舉人，並入國子監學習。紹治七年（1847年）三月，鄧輝𤏸參加會試，用字不雅，本應黜落，紹治帝不願因小瑕疵黜落，准許鄧輝𤏸參加庭試。四月庭試，鄧輝𤏸卷有“莠害嘉苗”一句，冒犯嘉苗貴鄉名號，遂遭黜落，同時剝奪舉人身份，開阮朝庭試不中先河。同年（1847年）七月，鄧輝𤏸參加承天場鄉試，考中解元。
鄧輝𤏸初任廣昌知縣，升天長知府。後入京為監察御史，遷掌印。因彈劾協理水師參知阮論貪污而實授鴻臚寺卿，外放為廣南布政使。嗣德十八年（1865年），鄧輝𤏸前往香港、廣東公幹。次年（1866年），改充任辦理戶部，奏請設立平準使司，管理商務。嗣德帝任命他為平準使，但不久遭人檢舉倒賣稻米而罷官。嗣德二十年（1867年），再次前往廣東公幹。次年（1868年）十二月回國。嗣德二十四年（1871年），因耗損官府本錢，降為著作，充寧太幫辦，並追賠官府本錢。
嗣德二十七年（1874年）七月，鄧輝𤏸在河內寓所去世，遺言權葬河內。嗣德帝賜錢一百緡，命河內官員送鄧輝𤏸返葬家鄉。

## 兩次如東公幹

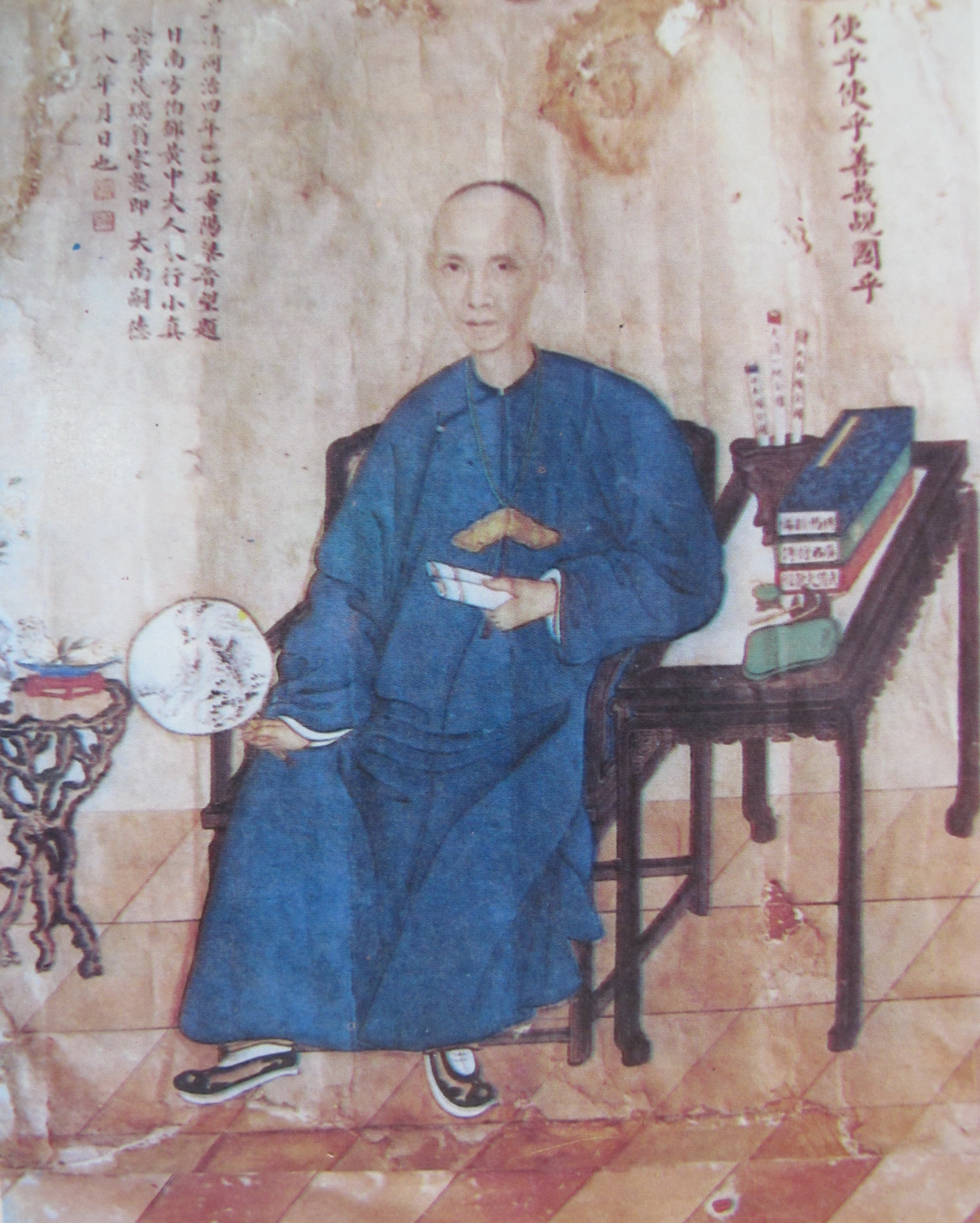
鄧輝𤏸清裝像

嗣德十八年（1865年）閏五月，鄧輝𤏸受命搭乘廣東商人呂賢佐的商船前往香港、廣州公幹。因為並非正式出使清朝，所以在出發前，鄧輝𤏸薙髮結辮，改換了清人裝束。六月二十二日，鄧輝𤏸從峴港出發，6日後抵達香港，先與阮增阭參觀了造船廠。英國人在此之前向阮朝出售造船技術和一艘輪船，鄧輝𤏸的任務便是監督輪船開回越南。
黃昶先駕輪船回越南之後，鄧輝𤏸前往廣州處理後續事宜，以及法國人兜售輪船一事。當年十一月，才返回越南，結束第一次如東公幹。
嗣德二十年（1867年）六月，被免職的鄧輝𤏸再度改換清人裝束，從南定出發，如東公幹。此次如東，因受颱風影響，改由澳門入境，前往廣州。鄧輝𤏸到廣東不久後便生病臥床，長達九個月。因此這次公幹在粵停留時間前後長達一年半，直到次年（1868年）十二月回國。
在粵期間，鄧輝𤏸通過軍火商購買了越南急需的武器彈藥，同時搜集各國消息。他瞭解到中國已經在進行自強運動，學習西方技術，並希望越南也能進行類似的改革。此外，鄧輝𤏸結識了各階層的友人，並與他們廣泛交遊。他與廣州雙門底的書坊拾芥園店主梁惠存相交，不僅在拾芥園大量購書，還在此刻書出版自己的諸多作品。
鄧輝𤏸兩次公幹，打開了自己的眼界，知道了世界的變化，也瞭解了西方勢力的侵略野心。他認為抗衡西方侵略，唯有進行改革，“更新自強”。但是，鄧輝𤏸的改革僅停留在學習技術的層面，他認為船堅炮利，發展經濟便能抵抗西方侵略。即便如此，他的主張依然遭到越南保守勢力的抵制，並未實行。

## 評價
- 嗣德帝：“輝𤏸稍有學問，亦非無用。”[5]
- 《大南實錄》：“輝𤏸慷慨有大志，未卒所圖，齎志以沒，識者惜之。”[5]

## 作品
鄧輝𤏸著有《東南盡美錄》、《四十八孝紀事》、《新編康熙耕織圖》、《越史聖訓演音》、《五戒演歌》、《鄧黃中五戒法帖》、《辭授要規》、《策學問津》、《四書文選》、《自治煙賭方書》、《四戒詩》、《鄧黃中詩抄》和《鄧黃中文抄》，又編輯鐫刻《從政遺規》、《柏悅集》、《二味集》等。

## 家庭
鄧輝𤏸妻妾眾多。第八妾嬿姬黃氏懿是廣南奠磐人；第十三妾姈姬黃知津是鄧輝𤏸寓粵期間所納廣東女，生第20子鄧有馬；第十六妾姚姬潘氏玔為河內明鄉人，生第13女鄧氏㺱。

## 腳注
1. ↑  阮朝稱官員前往福建、廣東、澳門、英屬香港一帶公幹為如東。